# Formação expressiva
Em linguística, formação expressiva é a construção de palavras através dos sons da sua pronúncia. Na questão de sua origem, é semelhante às onomatopéias, porém não necessariamente representam um som, tornando-se uma palavra - tal qual um substantivo ou verbo - como outra qualquer.